# Caja (instrumento musical andino)

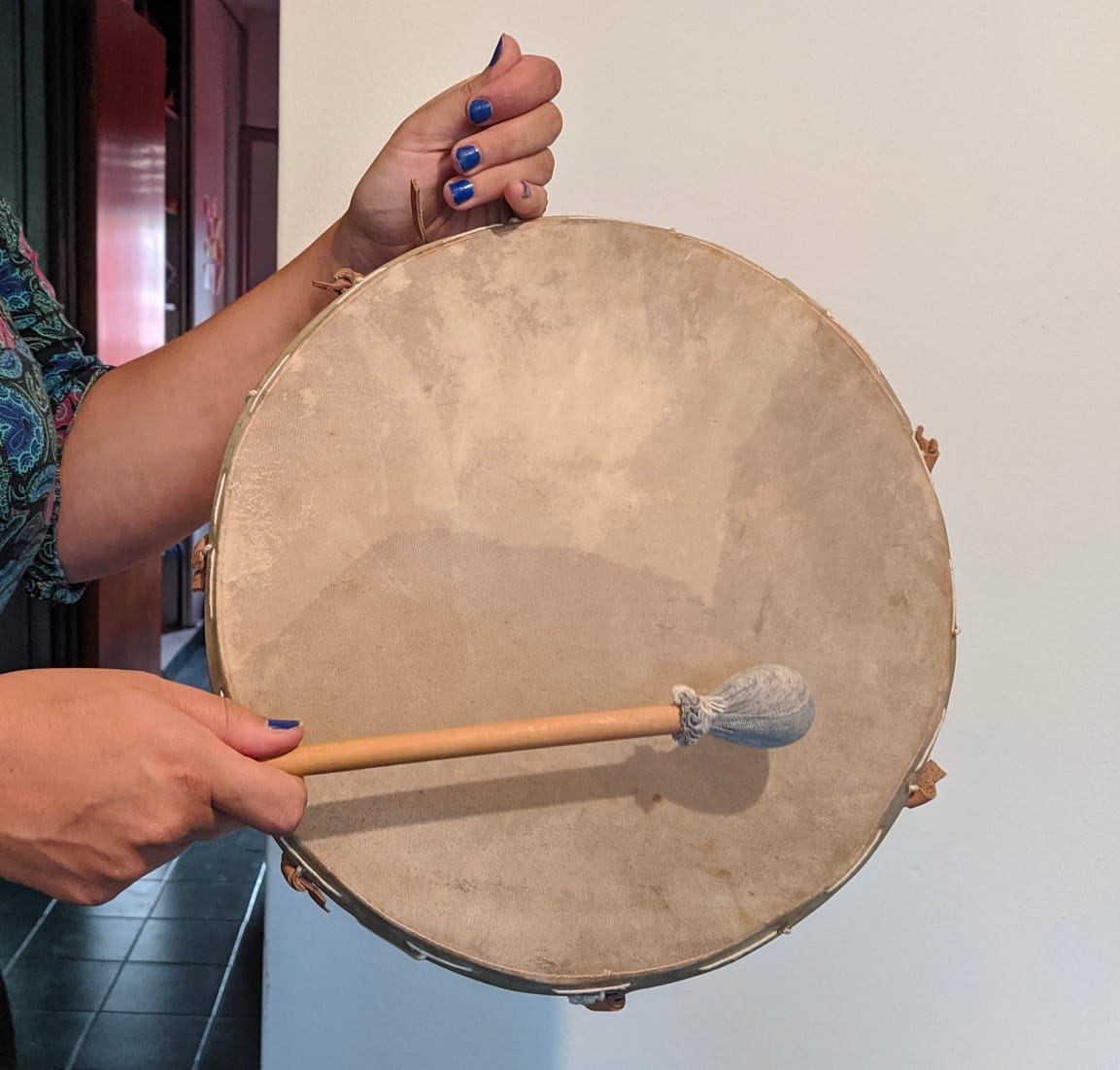
Caja, instrumento andino

La caja se clasifica dentro de la categoría de membranófonos, según la clasificación de instrumentos de Hornbostel - Sachs, ya que el material que entra en vibración y produce sonido son membranas. Su numeración dentro de esa clasificación es 211.212.1-812.
Este instrumento de percusión es utilizado en las culturas andinas, sobre todo de origen quechua, Catamarca, Provincia de La Rioja, oeste de Tucumán, oeste de Salta, oeste de Jujuy; Bolivia, Modesto Omiste. Provincias y departamentos con mucha cultura quechua, el instrumento llegó a extenderse a sectores sin culturas quechuas ni culturas incas como los valles y los altos de Tarija, pero este de distinto diseño y manera de ejecutarla, y a los valles del sur de Chuquisaca como el sur de Nor Cinti y Sud Cinti) que considerablemente tienen cierta influencia quechua. Es un tambor relativamente pequeño, formado por dos membranas de piel tensadas a ambos lados del aro, mediante un cordel dispuesto en zig zag. El aro, es tradicionalmente de madera liviana (es muy usado el cardón, un gran cactus seco), aunque pueden utilizarse otros materiales, como hojalata, aprovechando un recipiente industrial. Los parches mencionados, pueden ser de diferentes tipos de cuero, tanto de guanaco, oveja, cabra o vaca.
En el parche inferior hay unos bordones (cuerdas de tripa estiradas sobre la membrana) llamados usualmente "chirlera" los cuales rebotan sobre el parche cuando la caja es percutida, proporcionándole un sonido característico. Estos bordones pueden ser accesorios que pueden ponerse o quitarse fácilmente a voluntad. No obstante, cuando no están presentes, el timbre de la caja es mucho más "seco", ya que con la chirlera el impacto original del palillo es envuelto por un número variable de micro-impactos producidos por el rebote. Este efecto puede variarse cambiando la tensión de la chirlera.
La caja se percute con un palillo de madera, las baquetas, que golpea el parche superior. El parche inferior se mueve por la propia vibración generada al golpear el superior. El sonido de la caja es indeterminado, (no produce notas de altura definida). El palillo, como en el caso del bombo, se divide en "palo" (la madera desnuda) y "mazo" (la cabeza envuelta en género o tela). Así, el sonido agudo, seco y penetrante del palo se complementa con el sonido grave, con menos armónicos, del mazo.
La caja bagualera y chayera usada en el NOA es un tamboril muy chato en relación con el diámetro, de aproximadamente 45 cm, y el alto del es de 10 a 15 cm. Este tipo de caja suele ser de sección circular (es decir, configura un cilindro muy achatado), aunque existen cajas argentinas de forma rectangular. 
En general tal tipo de caja se percute con un solo palillo en uno solo de sus parches mientras el "cajisto" (sic) o ejecutante sostiene con la otra mano el instrumento, a menudo suspendido de un lazo de cuero atado al encordado que une y tensa ambos parches. También se frecuenta precutir con dos palillos. En este caso, la misma mano que sostiene el instrumento desde el lazo de cuero, percute con la segunda baqueta. Es común la asociación con el erke, clarinete natural hecho de cuerno de bóvido, ambos a cargo del mismo intérprete ejecutando las tonadas y ruedas en carnaval. Además, otro de los instrumentos que toca en simultáneo con la caja, es una flautilla de pocos agujeros, utilizada en las festividades de Pascuas. En estos dos últimos casos, es más usual que sean hombres quienes ejecutan ambos instrumentos. Pero, la caja es usada generalmente tanto por hombres como por mujeres.
La caja puede hallarse en toda la América andina, encontrándose ejemplares similares y de gran tamaño incluso entre los Tarahumara de la Sierra mexicana. En algunos ejemplares se encuentra una chaquira, pequeña cuenta de cerámica atravesada por el bordón, lo que modifica el timbre producido por el rebote. El mismo principio de la chirlera, pero colocada en el interior del tambor y hecha p. ej. con tripa de camello, aparece en cajas de un solo parche (pandero) típicos de las culturas semitas del Norte de África (Marruecos p.ej.) y en tof o darbuka (tambores de un parche en forma de reloj de arena) tradicionales (en cerámica) de la misma procedencia (llegando incluso hasta Israel).
La caja cuadrada bimembranófona (documentada en la Argentina entre otros por Isabel Aretz) es similar al adufe portugués.
En Argentina, se utiliza para acompañar ritmicamente bagualas, vidalas, vidalitas y coplas de carnaval, siendo un instrumento que está presente en varios géneros musicales y que es parte de rituales en los que se realizan coplas, como por ejemplo, de marcación de ganado o Pachamama en el mes de agosto. En los carnavales se usa en ronda, donde se cantan coplas en forma colectiva y se realizan juegos de diálogos, utilizando coplas improvisadas o de tradición oral.
Un trabajo importante de recopilación y difusión de estas músicas lo ha realizado Leda Valladares, haciendo registros en los lugares tradicionales donde se cantan coplas y también llevando estas melodías a los escenarios y grabaciones con artistas como León Gieco, Fito Páez, Pedro Aznar, María Elena Walsh, Suna Rocha, entre otros y otras artistas.